# George Alcock MacDonnell
George Alcock MacDonnell foi um enxadrista irlandês do Séc. XIX, autor e escritor em colunas sobre xadrez. Seus principais resultados foram um quarto lugar no 5º Congresso Britânico de Xadrez (1862) (Anderssen venceu),, dividiu o primeiro lugar com Steinitz em Dublim (1865),, empatou em segundo no 1º Campeonato de Xadrez Britânico (1866) (Cecil Valentine De Vere venceu),, empatou em terceiro em Dundee (1867) (Gustav Neumann venceu), dividiu o terceiro lugarm em Londres (1872) (Steinitz venceu) e o quarto lugar em Londres (1872) no 4º ‘’BCA Challenge Cup’’ (John Wisker e De Vere venceram).
Ele comandou por muitos anos uma coluna de xadrez na Illustrated Sporting and Dramatic News e publicou dois livros: Chess Life Pictures (Londres 1883) e Knights and Kings of Chess (Londres 1894).

## Principais resultados em torneios[9]
| Data | Local        | Colocação | Observações                                                                        |
| ---- | ------------ | --------- | ---------------------------------------------------------------------------------- |
| 1862 | Londres 1862 | 4         | Vencido por Adolf Anderssen, com Louis Paulsen em segundo e John Owen em terceiro. |